# Kostel svaté Ludmily (Horní Počernice)
Kostel svaté Ludmily ve Chvalech v Horních Počernicích je farní kostel hornopočernické farnosti. Je součástí areálu zámku Chvaly a je druhým nejstarším dochovaným stavebním objektem na území dnešní městské části Praha-Horní Počernice.

## Popis a historie

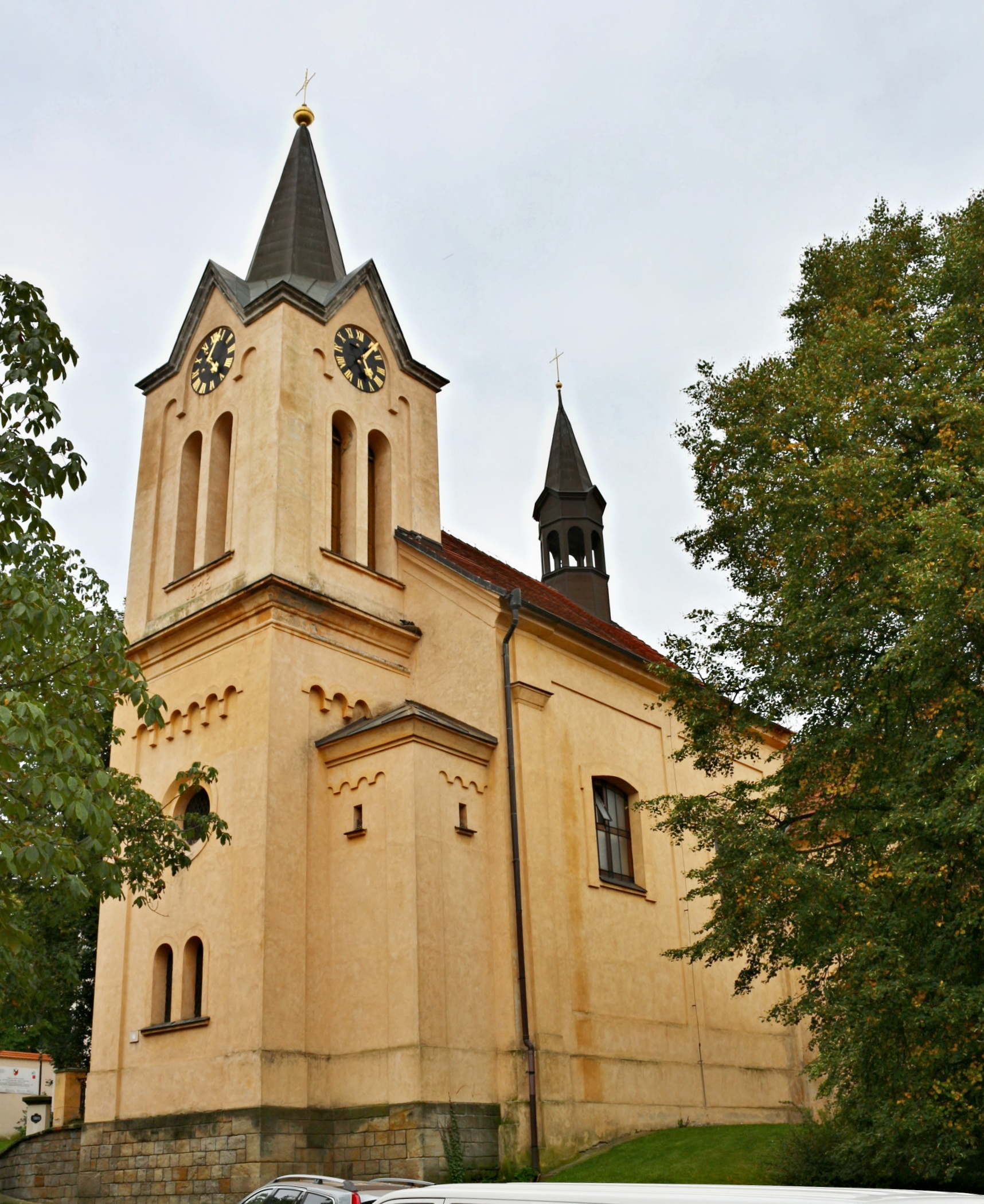
Kostel sv. Ludmily

Na místě kostela původně stála kaple svaté Anny, kterou postavili v roce 1660 Jezuité, tehdejší majitelé chvalské tvrze. Kaple přiléhala k tvrzi a tvořil ji čtyřboký presbytář s valenou klenbou a loď s klenbou křížovou. Kaple od roku 1695 fungovala jako farní a od roku 1711 vedla i matriku (do té doby spadaly Chvaly pod farní kostel Nanebevzetí Panny Marie v Dolních Počernicích).
Po zrušení jezuitského řádu došlo za působení pátera Josefa Jana Pánka v letech 1793–1794 k přestavbě kaple na kostel svaté Ludmily: původní loď byla přestavěna na presbytář a vznikla nová větší loď s klenutým stropem a dvěma širokými okny. Přibyl také chór s varhanami. Hlavní oltář je zasvěcen svaté Ludmile, postranní oltáře pak svatému Janu Nepomuckému a svatému Václavu. Autorem obrazů (1880) na oltářích je Vilém Kandler.
Zvonová věž v novorománském slohu pochází z roku 1825. Dva zvony o váze 1000 a 500 kg nechala v pražské zvonařské dílně Karla Bellmana ulít vdova po chvalském mlynáři Antonínu Rybovi. Aby mohla věž nést takto těžké zvony, muselo dojít k její přestavbě a až poté na ni byly zvony zavěšeny (v roce 1875). Za první světové války byly zabaveny a zničeny. Ze sbírek věřících byly v roce 1923 pořízeny zvony ve zvonařské dílně Arnošta Diepolta, ty byly sundány za druhé světové války v roce 1942. Současné zvony jsou z roku 1947 a zasloužil se o ně místní farář František Štverák, který byl vězněn jak nacisty tak komunisty.

## Současnost

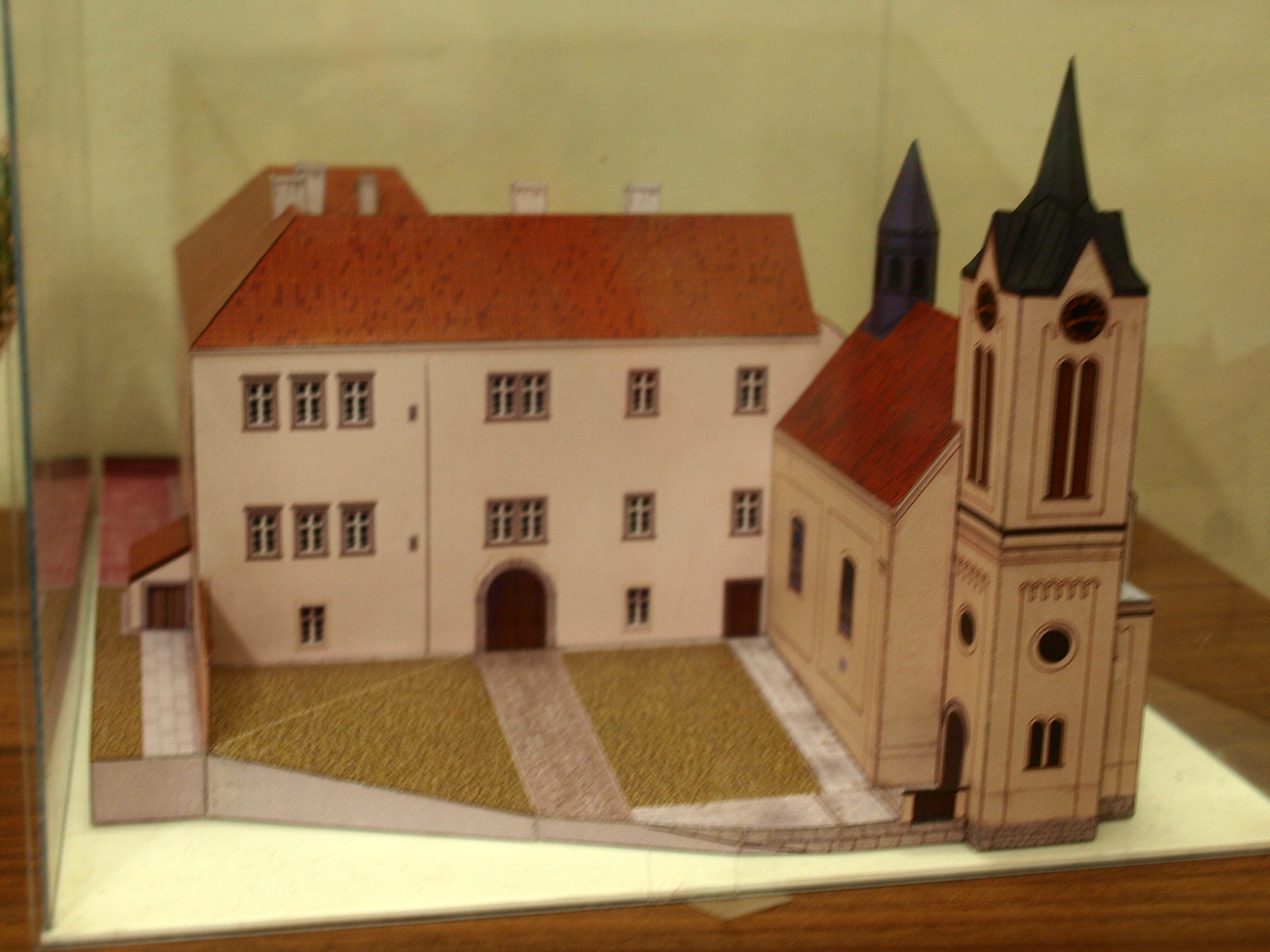
Maketa chvalského zámku s kostelem

Kostel prošel celkovou rekonstrukcí v letech 1997–1999. Byla opravena střecha, věže a kostel získal novou fasádu. V roce 2007 byla provedena oprava elektroinstalace a vnitřní výmalba kostela. Dne 18. listopadu 2007 byly kardinálem Miloslavem Vlkem slavnostně požehnány nové varhany.
Duchovním správcem kostela a administrátorem farnosti je Dr. Vojtěch Eliáš.

## Galerie

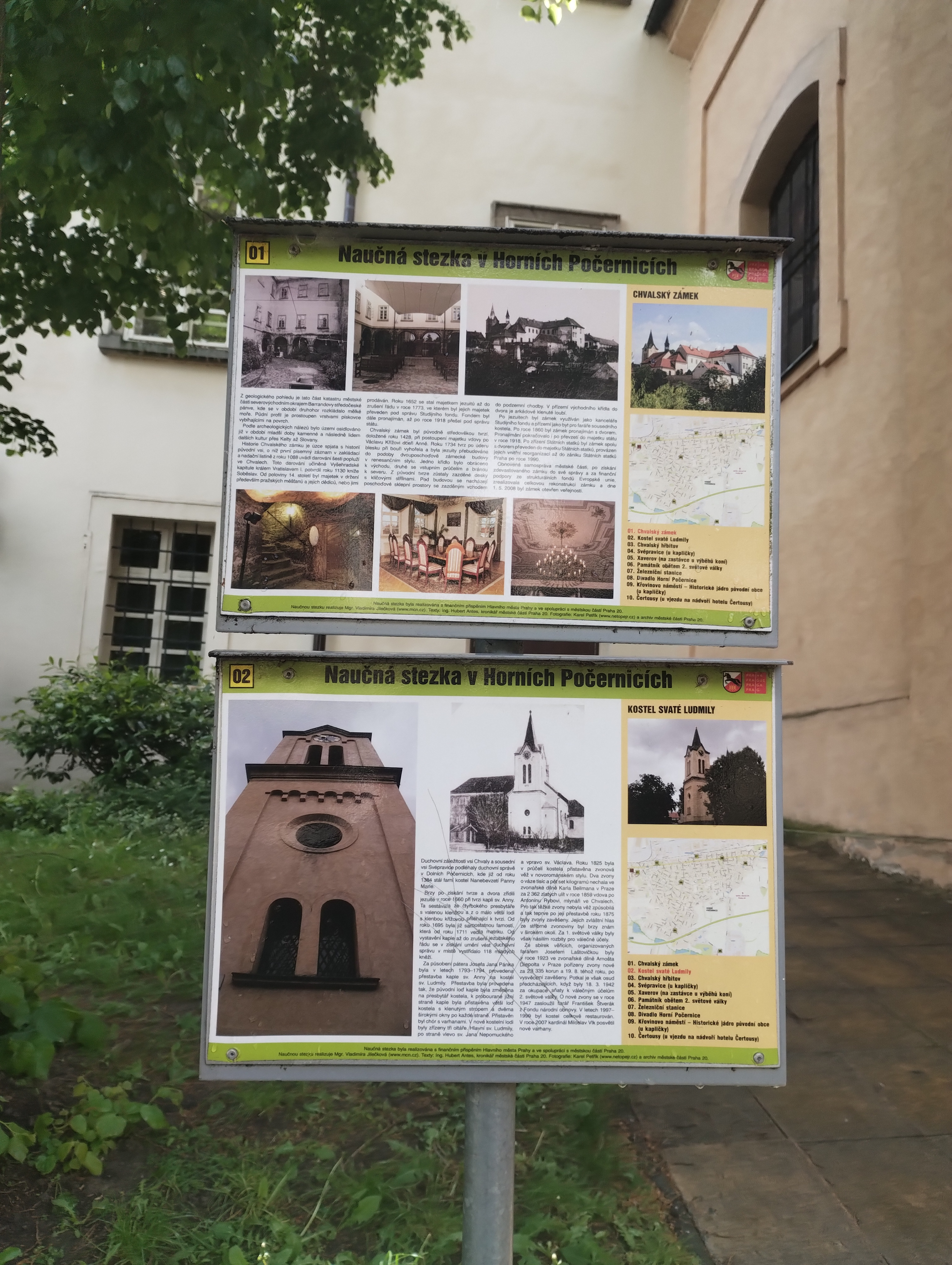
Informační tabule před kostelem
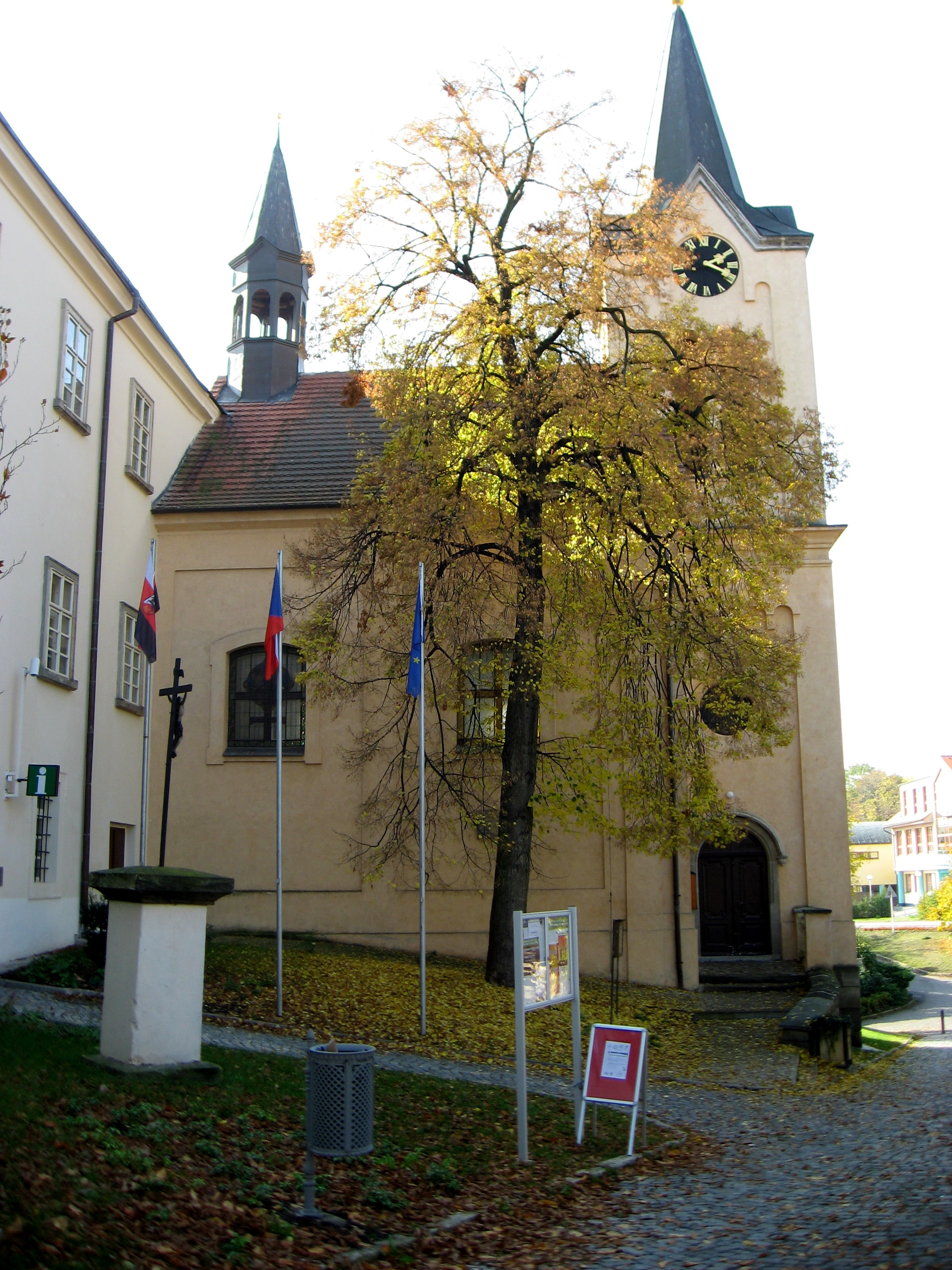
Pohled na kostel a vstupní dveře
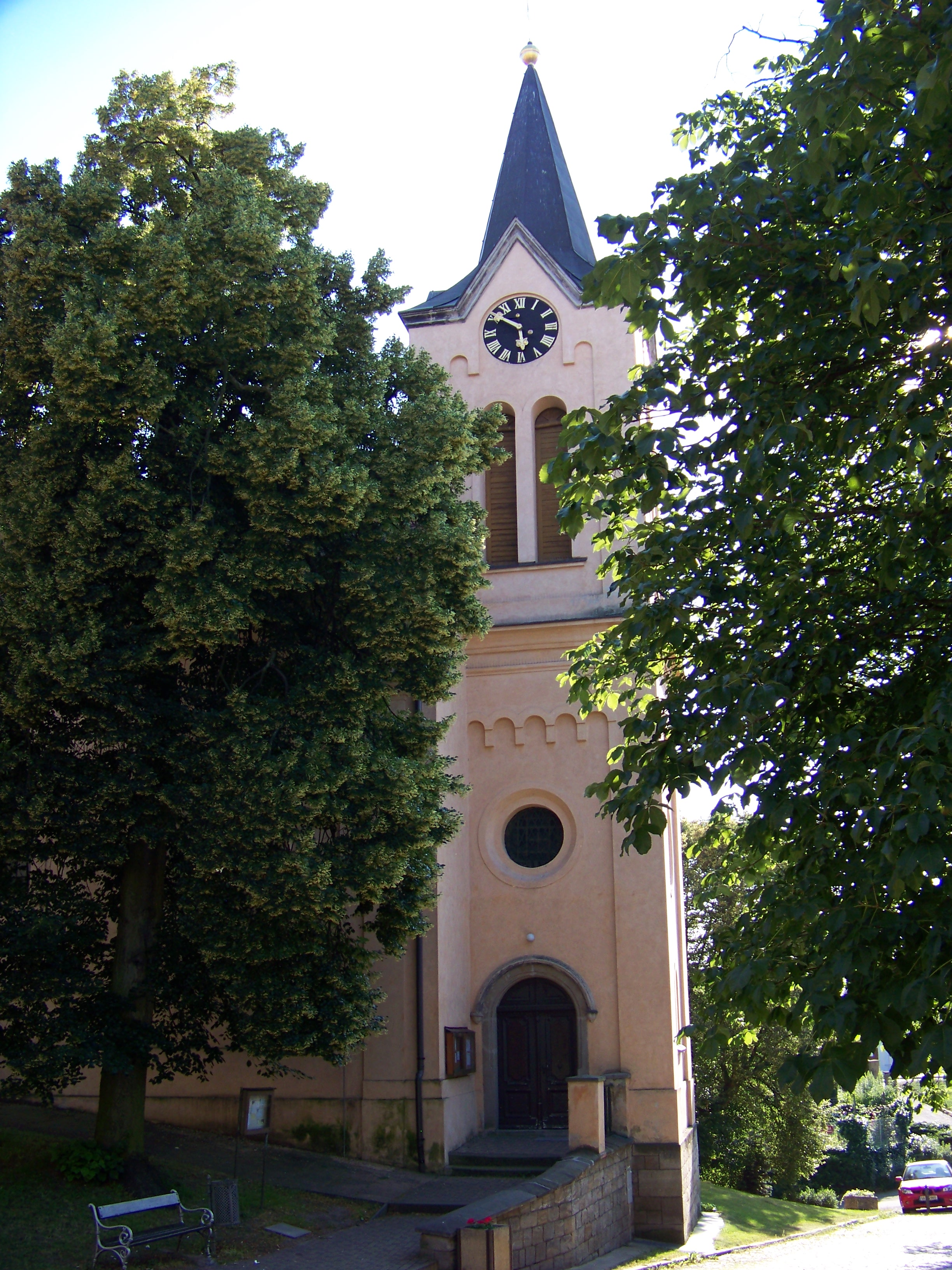
Věž kostela
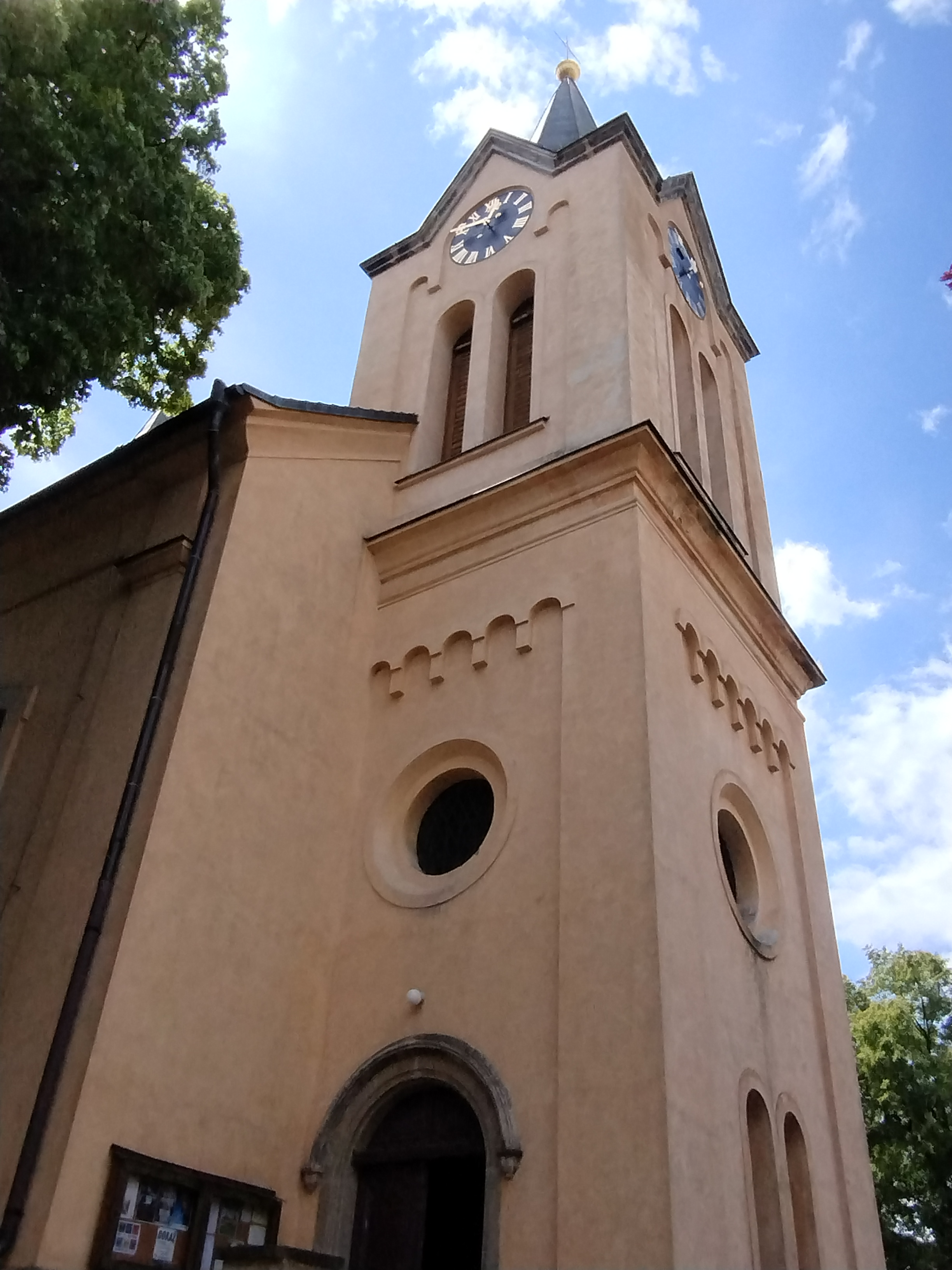
Věž kostela
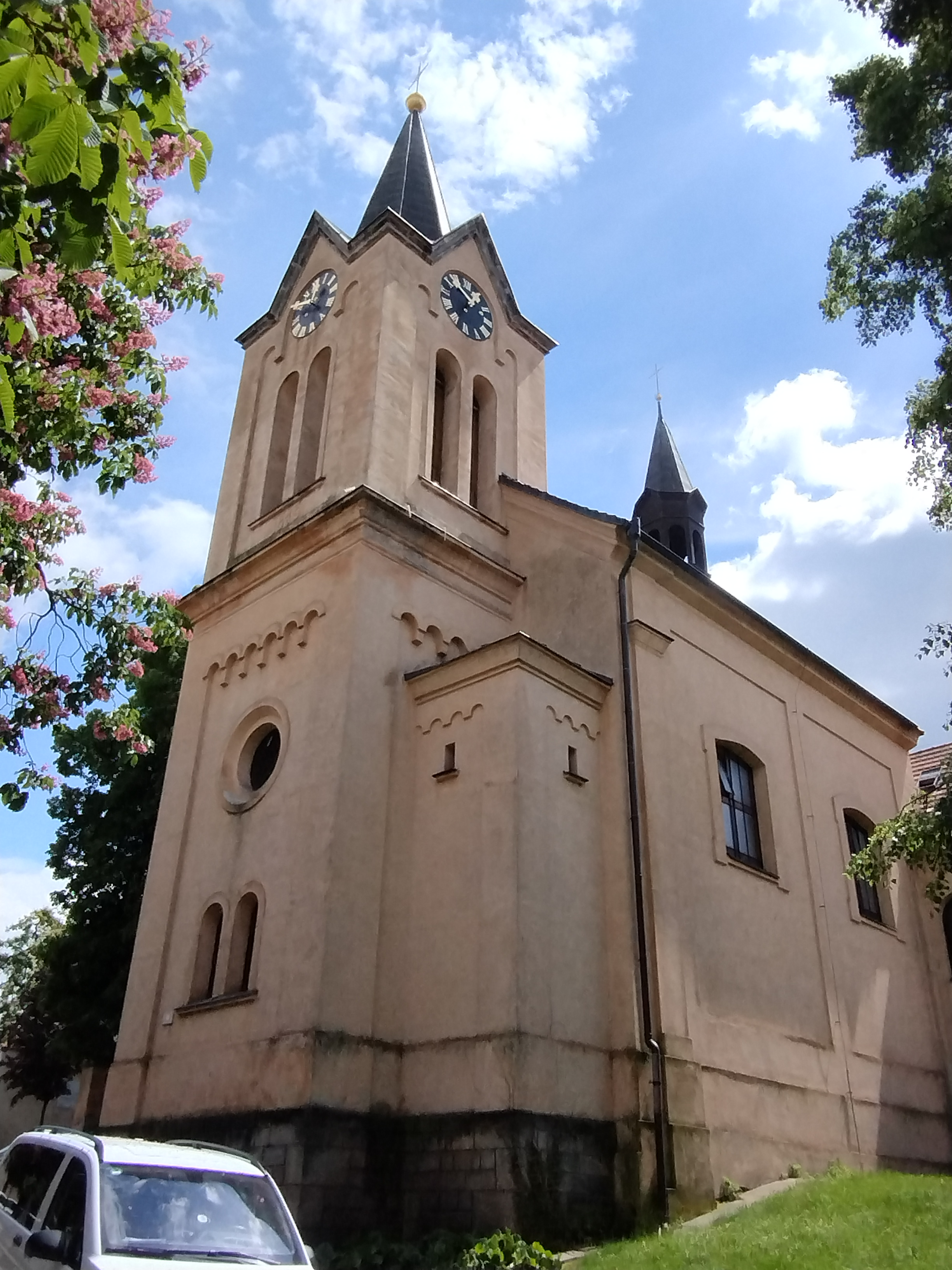
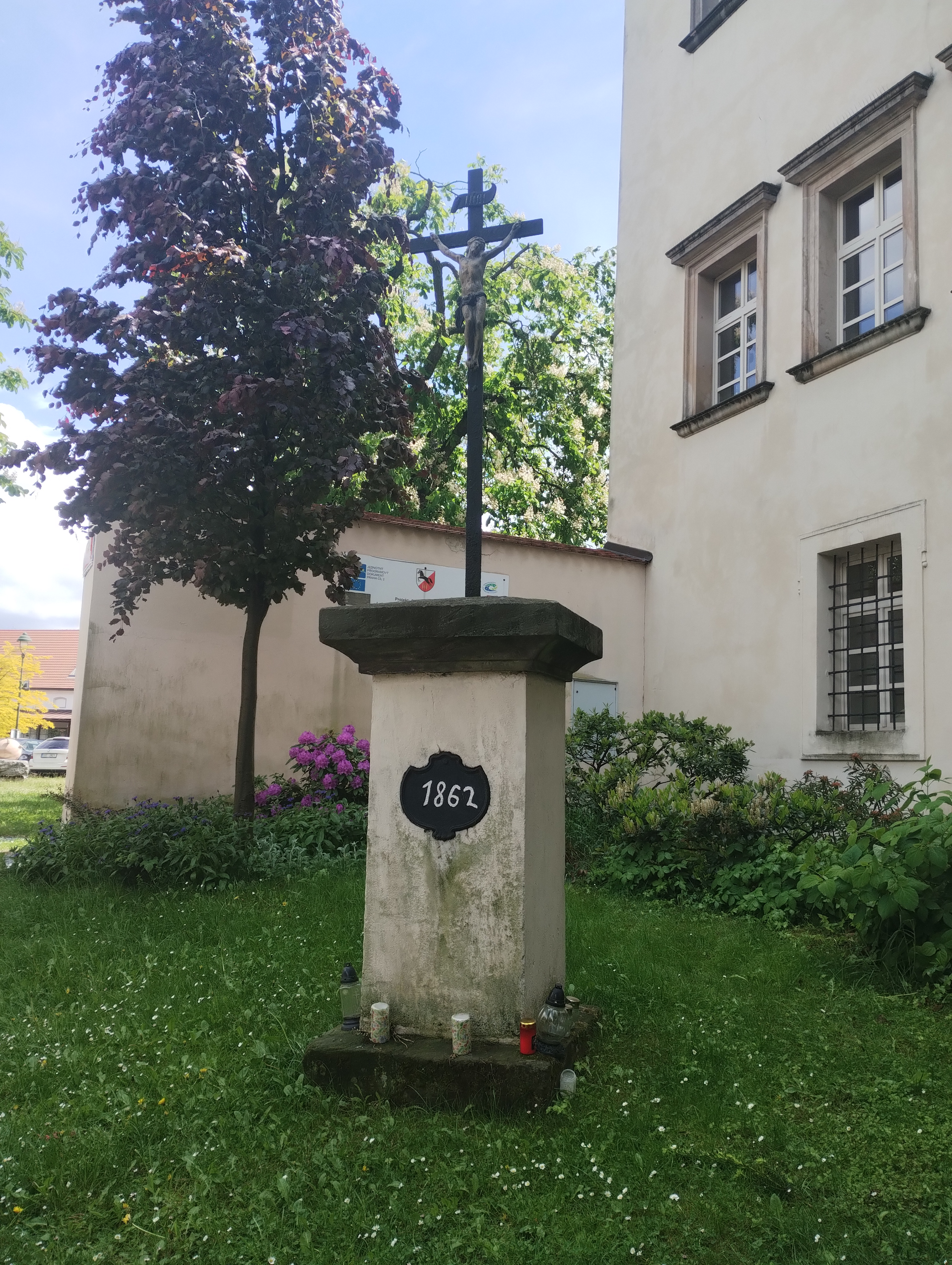
Kříž u kostela
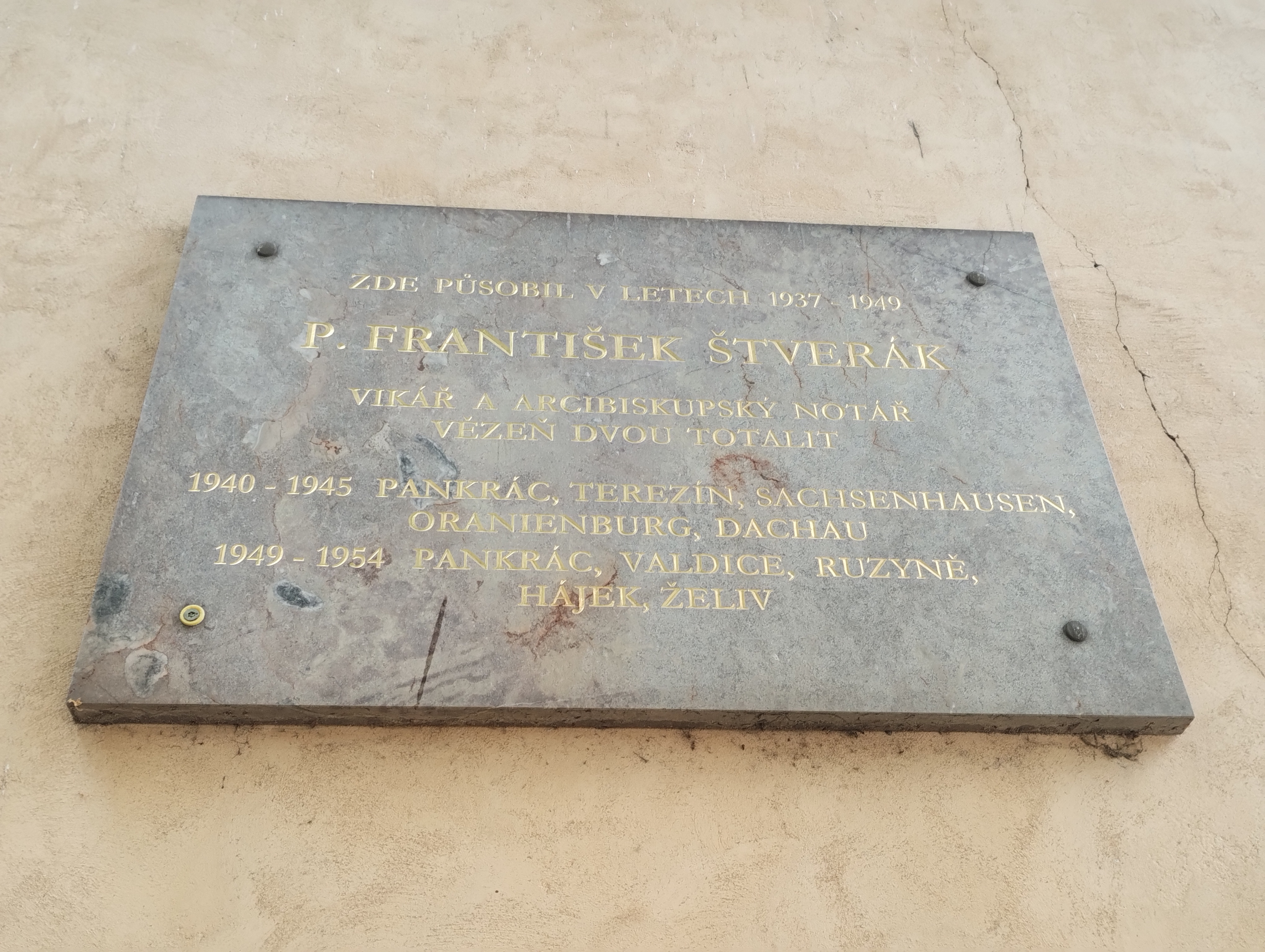
Pamětní deska Františku Štverákovi na stěně kostela
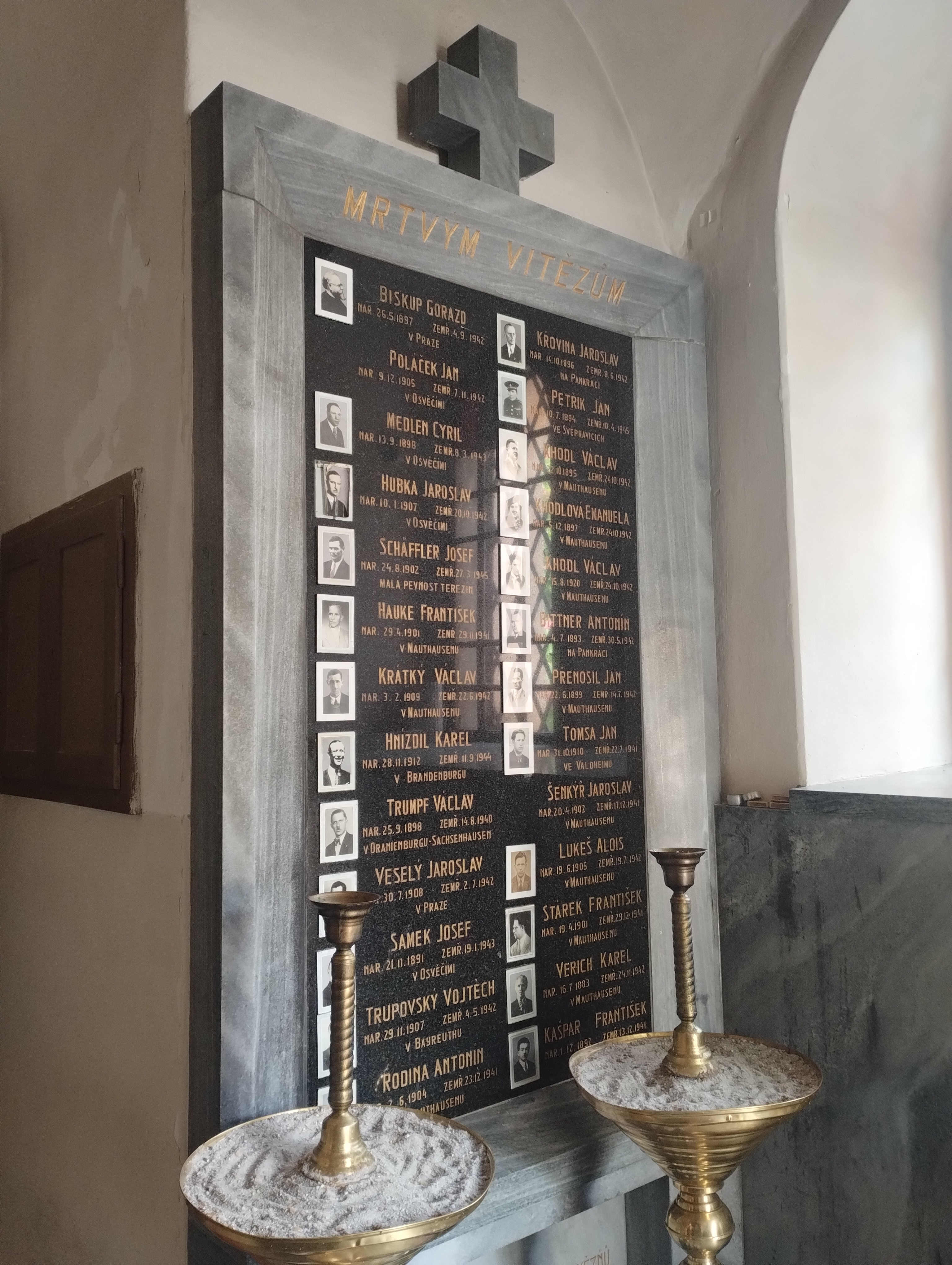
Pamětní deska obětem 2. světové války (mj. biskup Gorazd II., Václav Khodl, Emanuela Khodlová a další) u vstupu uvnitř kostela